# Jan Šnoflák
Jan Šnoflák (4. května 1891, Římov – 9. dubna 1954, Brno) byl český pedagog a entomolog.

## Biografie
Jan Šnoflák se narodil v roce 1891 v Římově nedaleko Třebíče. Nastoupil na gymnázium v Třebíči, kde v roce 1912 odmaturoval. Při studiích se seznámil s Josefem Uličným a Rudolfem Dvořákem, který jej inspiroval pro studium přírodopisu. Po ukončení gymnázia nastoupil na Přírodovědeckou fakultu Univerzity Karlovy v Praze, kde ale jeho studia v roce 1914 přerušila první světová válka, kde nastoupil do bojů a až do roku 1920 bojoval v Rusku jako legionář. Po roce 1920 se vrátil zpět na Karlovu univerzitu a po dokončení studia nastoupil na pozici pedagoga v Hodoníně a později přešel na gymnázium ve Znojmě, kde působil asi 15 let. Před počátkem druhé světové války byl nucen před zabráním Sudet odejít a nastoupil jako učitel v Lipníku nad Bečvou, pak přešel na učitelský ústav v Brně a následně pak na gymnázium v Brně-Žabovřeskách. Tam ovšem musel brzo skončit, protože vzhledem k legionářské historii musel z gymnázia odejít. Následně pak až do konce druhé světové války za přímluvu přátel pracoval na Výzkumném ústavu zemědělském v Brně.
Po skončení druhé světové války se pak vrátil zpět jako pedagog na gymnázium do Žabovřesek, kde začal učit ruský jazyk. Pracoval tam až do doby, než vážně onemocněl. Zemřel v roce 1954 v Brně.

## Dílo
Věnoval se primárně blanokřídlým - lumčíkům a kutilkám. Věnoval se také výzkumu hmyzu na mohelenské hadcové stepi a také v okolí Znojma. Více znám odborné veřejnosti byl až od sjezdu Československé entomologické společnosti v roce 1938. Objevil nové druhy lumčíků i dalších druhů. Byl členem Moravskoslezské akademie přírodních věd a Československé společnosti entomologické. Je po něm pojmenován jeden druh hmyzu. Jeho sbírka hmyzu je velmi cenná, zahrnuje přibližně 50 tisíc jedinců, primárně z Moravy.